# Peacenotwar
peacenotwar — зловмисне програмне забезпечення, створене Брендоном Нозакі Міллером. У березні 2022 року його було додано як залежність в оновлення для node-ipc, поширеної залежності JavaScript.

## Передумови
У період з 7 по 8 березня 2022 року Брендон Нозакі Міллер, супроводжувач пакету node-ipc в реєстрі пакетів npm, випустив два оновлення, що містять системи націлювання на шкідливий код в Росії та Білорусі (CVE-2022-23812). Через тиждень Міллер додав модуль peacenotwar як залежність до node-ipc. Першою функцією peacenotwar було створення текстового файлу з назвою WITH-LOVE-FROM-AMERICA.txt на робочому столі постраждалих машин, який містив повідомлення на знак протесту проти російсько-української війни. Другою функцією була геолокація заражених систем за IP-адресою. Якщо IP-адреса зараженої машини була визначена як російська або білоруська користувача, усі файли в системі перезаписувалися емодзі серця.

## Вплив
Оскільки node-ipc був загальною залежністю від програмного забезпечення, він скомпрометував кілька інших проектів, які покладалися на нього.
Серед відомих проектів, які постраждали, був Vue.js, який вимагав node-ipc як залежність, але не вказував версію. Деякі користувачі Vue.js страждають, якщо залежність витягується з певних пакетів. Unity Hub 3.1 також постраждав, але патч був випущений в той же день, що і реліз.